# Томашівка (Прилуцький район)
Томаші́вка — село в Україні, в Ічнянській міській громаді Прилуцького району Чернігівської області. Населення становить 267 осіб. До 2017 року орган місцевого самоврядування — Андріївська сільська рада.

## Населення

### Мова
Розподіл населення за рідною мовою за даними перепису 2001 року:
| Мова       | Кількість | Відсоток |
| ---------- | --------- | -------- |
| українська | 265       | 99.25%   |
| російська  | 2         | 0.75%    |
| Усього     | 267       | 100%     |

## Географія
Село Томашівка знаходиться на берегах річки Удай, вище за течією на відстані 0,5 км розташоване село Селихів, нижче за течією на відстані 1,5 км розташовані села Дорогинка та Андріївка. Село витягнуто уздовж автомобільної дороги Т 2515.